# Cordia umbellifera
Cordia umbellifera là loài thực vật có hoa trong họ Mồ hôi. Loài này được Killip ex G.Agostini mô tả khoa học đầu tiên năm 1974 publ. 1973.